# Modern Life Is Rubbish
Modern Life Is Rubbish è il secondo album discografico del gruppo musicale inglese dei Blur, pubblicato il 10 maggio 1993.

## Il disco
Il disco, pubblicato da Food Records/EMI, viene sviluppato in seguito ad un tour negli Stati Uniti compiuto dal gruppo. Dopo il ritorno nel Regno Unito, i Blur hanno ricontattato il produttore Stephen Street, col quale avevano già prodotto l'esordio Leisure. Tra i brani estratti come singoli dall'album vi sono la hit "mainstream" For Tomorrow e il brano Chemical World, dalle tendenze più vicine al panorama musicale americano di quel periodo. Popscene, invece, è un brano uscito nel 1992, quindi prima della pubblicazione dell'album, ma non incluso in quest'ultimo.
L'album ha avuto un ottimo successo nel Regno Unito ed è indicato come uno dei primi album del filone definito brit pop.

## Tracce
1. For Tomorrow – 4:19
2. Advert – 3:45
3. Colin Zeal – 3:16
4. Pressure on Julian – 3:31
5. Star Shaped – 3:26
6. Blue Jeans – 3:54
7. Chemical World – 3:45
8. Sunday Sunday – 2:38
9. Oily Water – 5:00
10. Miss America – 5:34
11. Villa Rosie – 3:55
12. Coping – 3:24
13. Turn It Up – 3:21
14. Resigned – 5:14

## Formazione
Gruppo
- Damon Albarn - voce, tastiere, organo Hammond, Moog, pianoforte
- Graham Coxon - voce, chitarra, percussioni
- Alex James - basso
- Dave Rowntree - batteria, percussioni

Collaboratori
- Kate St John - oboe, sassofono in Star Shaped
- The Kick Horns - ottoni in Sunday Sunday
- The Duke String Quartet - strumenti a corda in For Tomorrow

## Classifiche
| Classifica (1993) | Posizione massima |
| ----------------- | ----------------- |
| Regno Unito       | 15                |